# Grand Marnier
Pour les articles homonymes, voir Barnier.

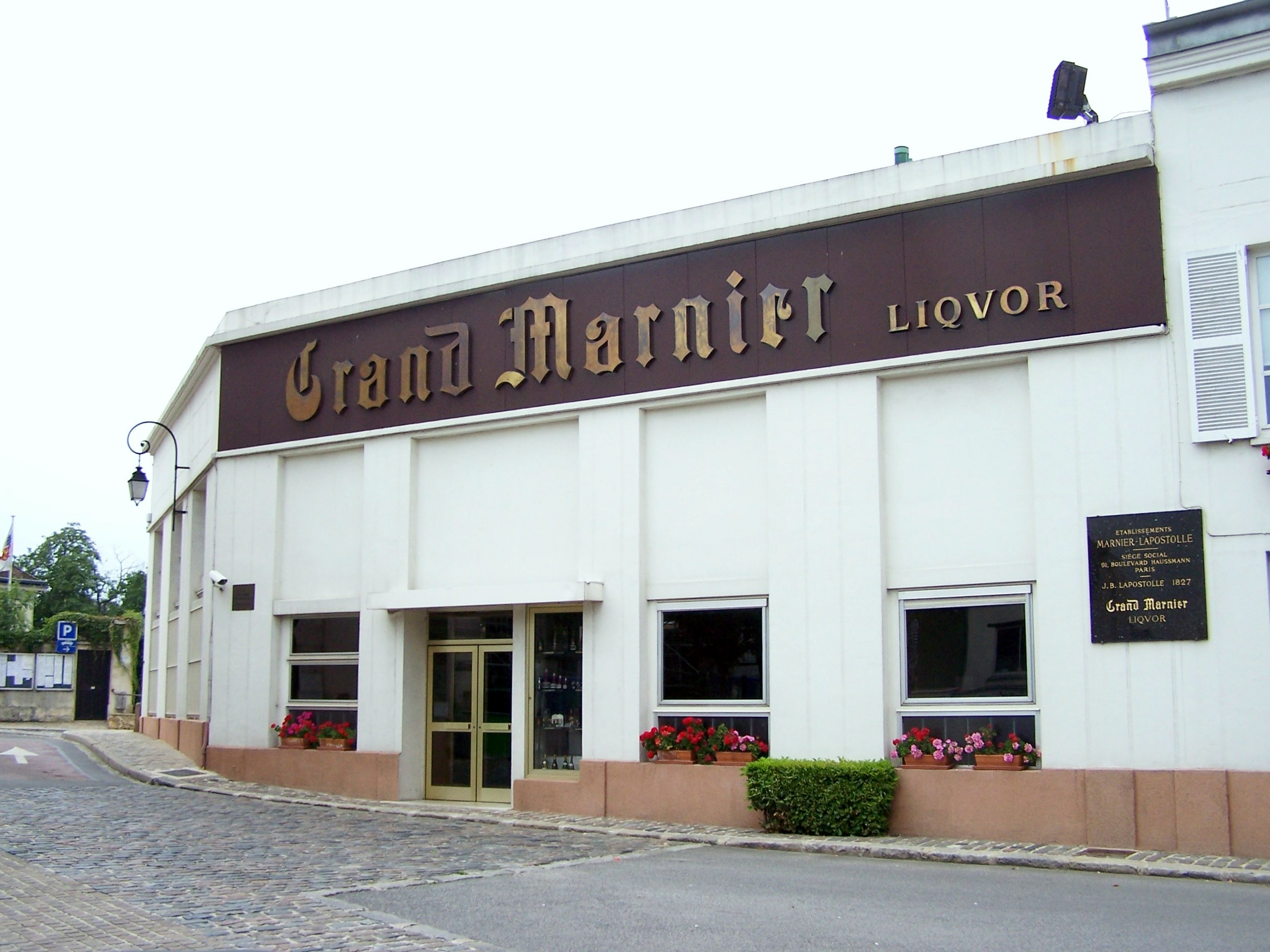
L'entreprise Grand Marnier à Neauphle-le-Château.

Grand Marnier est une marque de liqueur française créée en 1880 à Neauphle-le-Château (Yvelines) par Louis-Alexandre Marnier-Lapostolle, et qui est détenue par l'entreprise Campari depuis 2016. Le nom de cette liqueur fut inventé par César Ritz (fondateur du célèbre palace qui porte son nom), qui déclama « Grand Marnier, un grand nom pour une grande liqueur ! ».
Le produit actuellement vendu sous cette marque est une liqueur à base de cognac et d'oranges amères, du même type que le curaçao.

## Historique
En mars 2016, Campari acquiert Grand Marnier pour 684 millions d'euros.

## Caractéristiques et usage
Grand Marnier est un assemblage de distillation d’orange amère et de cognac, à la différence du Triple sec qui est à base d’eaux-de-vie neutres et d'oranges amères et douces.
Son taux d'alcool est de 40 %. Il se déguste pur, sur glace, en long drink et en cocktails.

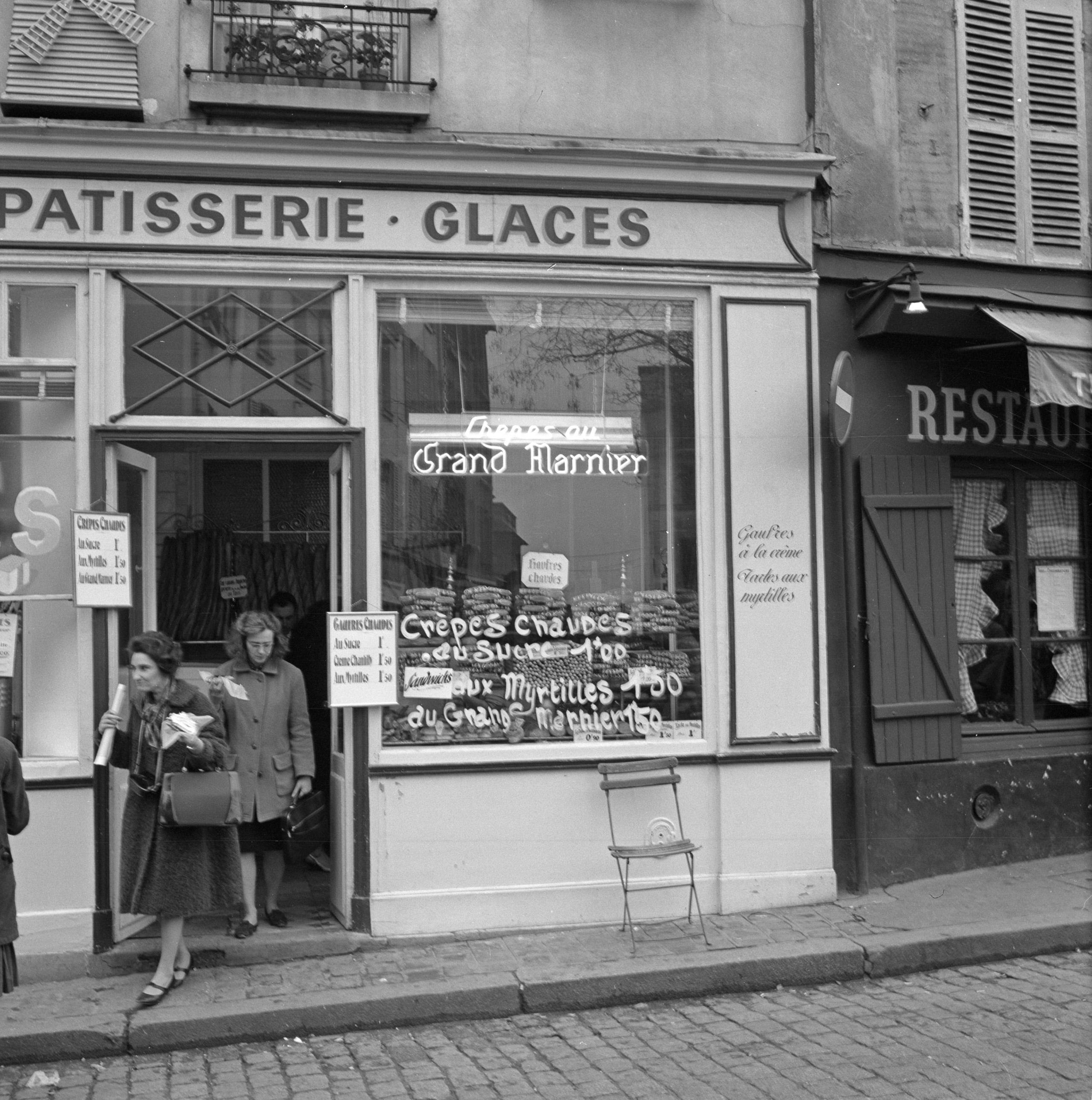
En 1965, une boulangerie à Montmartre vendant des crêpes au Grand Marnier.

En France, Grand Marnier est historiquement connu pour son usage en gastronomie (notamment pour les crêpes Suzette), mais se consomme aussi en cocktails.

## Production

### Distillerie et embouteillage
La distillerie de Neauphle-le-Château (Yvelines) est un établissement de la Société des Produits Marnier-Lapostolle. La réglementation en matière d’exploitation devenant de plus en plus contraignante, la société se trouvait contrainte, si elle souhaitait rester au cœur du village, de procéder à des aménagements importants et coûteux. Il a donc été décidé, afin également de rationaliser l'activité, de transférer en 2012 la distillation en Charente, au Château de Bourg-Charente, où se trouvent déjà les chais de cognac de la société. 
L'unique usine d'embouteillage du groupe est située à Aubevoye (Eure) et elle produit 100 000 bouteilles par jour[réf. nécessaire].

### Exportations
Aujourd’hui, la liqueur Grand Marnier est exportée à plus de 90 %, particulièrement aux États-Unis où elle se consomme dans des cocktails réputés, telle la Grand Margarita.

### Conditions de travail
Alors que des sources syndicales en Haïti font état de salaires inférieurs au minimum local pour les travailleurs qui cueillent les oranges, des négociations salariales sont entreprises chaque année entre Marnier-Lapostolle et les ouvriers de plantation, leur offrant ainsi depuis plus d’une dizaine d’années, une rémunération largement supérieure au salaire minimum. La plantation se trouvant dans le sud de l’île, de nombreuses familles ont souffert des conséquences du dernier cyclone. 
La société s’est mobilisée pour apporter aide et soutien financier à ces dernières, à hauteur de 100 000 €, soit un montant égal à celui des jetons de présence que se partageaient la même année 2009 les six membres du conseil de surveillance.

## Produits commercialisés

### Anciens produits

#### Le Cherry Marnier
Créé en 1827, il est fabriqué à partir de griottes. Elles sont broyées et macèrent longuement dans une eau-de-vie avant le soutirage permettant de séparer le jus alcoolique de macération ainsi que la pulpe et les noyaux broyés qui sont distillés pour donner un marc très aromatique. Ensuite on mélange le jus de macération avec le marc et du sirop de sucre puis on le laisse se reposer en cuve plusieurs mois afin que le produit se stabilise et acquière sa rondeur. Puis la liqueur est mise en bouteille. Elle est d'un rouge intense qui est obtenu exclusivement par le fruit. Le goût de la cerise griotte est très présent ainsi que le goût de l'amande issus des noyaux et des arômes de cassis et de framboise.  
À la suite du rachat par Campari, en 2016, le Cherry Marnier appartient désormais au passé. 

### Produits phares

#### Cordon Rouge

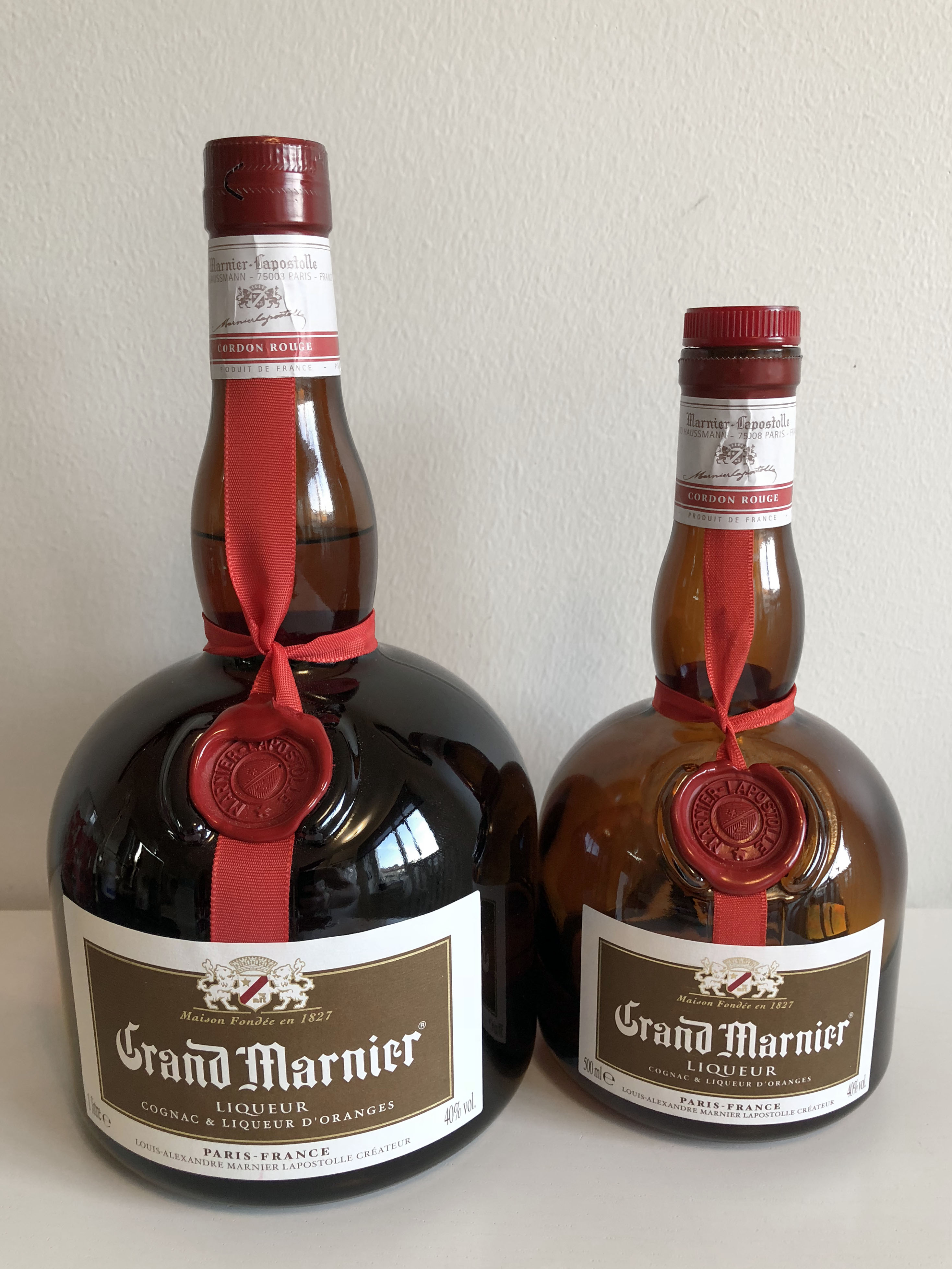
Grand Marnier « Cordon rouge ».

Le Grand Marnier Cordon Rouge est la liqueur originale créée en 1880 par Louis-Alexandre Marnier-Lapostolle. Il est composé d'orange exotique et de cognac. Il vieillit plusieurs mois en fût de chêne. Il a une couleur ambrée aux reflets de vieil or. Nez délicat aux arômes de fruits. Il s'accorde avec les crêpes Suzette, le soufflé, le nougat glacé. Aux États-Unis, son principal marché, il est surtout très utilisé dans des cocktails tels que le Grand Margarita, le Grand Cosmo, le Red Lion...

##### Prix remportés
- Médaille d'or au World Spirits Competition, San Francisco 2001
- Recommandation 4 étoiles de F. Paul Pacult’s Kindred Spirits, du guide the Spirit Journal
- Un score de 94 points du Beverage Tasting Institute

#### Cordon Jaune
Vendu dans certains pays européens et dans quelques aéroports internationaux majeurs, le Grand Marnier Cordon Jaune est rare en Amérique du Nord. Généralement vu comme étant de moindre qualité, il est fabriqué à partir d'alcool de grain plutôt que de cognac avec de l'arôme d'orange amère, d'orange douce et d'autres ingrédients parfumés. Il est utilisé principalement dans les breuvages mélangés et en cuisine. À la suite du rachat par Campari, le Cordon Jaune appartient désormais au passé.

### Cuvées spéciales et anniversaires

#### La Cuvée du Centenaire
La Cuvée du Centenaire a été commercialisée la première fois en quantités limitées en 1927 pour célébrer le centenaire de la distillerie. Les cognacs ne sont pas définis par leurs âges, mais par leurs régions de production. Ainsi, la Cuvée du Centenaire est issue de Grande et de Petite Champagne. 

##### Prix remportés
- Un score de 98 points du Beverage Tasting Institute
- Recommandation 5 étoiles de F. Paul Pacult’s Kindred Spirits, du guide Spirit Journal
- Double médaillé d'or au World Spirits Competition, San Francisco, 2001

#### Cuvée Spéciale Cent Cinquantenaire
Le Grand Marnier 150, appelé Cuvée Spéciale Cent Cinquantenaire, a reçu la médaille d'or au Salon des Arts Ménager en 1983 - Bruxelles. Assemblage d'écorces d'orange amère et de cognacs Grande Champagne. 

##### Prix remportés
- « Meilleur spiritueux d'entre tous » par le Robb Report
- Un score de 100 points du Beverage Tasting Institute
- Recommandation 5 étoiles de F. Paul Pacult’s Kindred Spirits, du guide Spirit Journal
- « Meilleure liqueur » au World Spirits Competition, San Francisco, 2001

#### Cuvée Louis-Alexandre Marnier-Lapostolle
La Cuvée Louis-Alexandre Marnier-Lapostolle est un mélange spécial de cognacs provenant des meilleurs crus de cette région (Grande Champagne, Petite Champagne, Borderies, Fins Bois et Bons Bois), vieillis dans des fûts de chêne, et du distillat d’écorces d'orange amère. Il est vendu essentiellement en Europe et au Canada.

#### Cuvée Quintessence
La Cuvée Quintessence est un mélange unique de très vieux cognacs de Grande Champagne, le cru le plus prestigieux de l'AOC Cognac, et d'une double distillation des écorces d'oranges amères. Créée en 2011, cette cuvée produite en petite quantité avec les eaux-de-vie du Paradis du Château de Bourg-Charente parachève le savoir-faire des maîtres de chais de la maison Marnier-Lapostolle.